# Tchériba
Tchériba là một tổng của Mouhoun Province ở phía tây Burkina Faso. Thủ phủ của tổng này là thị xã Tchériba. Theo điều tra dân số năm 1996, tổng này có dân số 36.818 người .

## Các thị xã và các làng
- Thị xã Tchériba	(5 610 dân) (thủ phủ)
- Bankorosso	(256 dân)
- Banouba	(521 dân)
- Bekeyou	(1 436 dân)
- Beneyou	(170 dân)
- Bissanderou	(1 903 dân)
- Da	(282 dân)
- Didie	(441 dân)
- Djissasso	(1 196 dân)
- Douroukou	(1 360 dân)
- Etouayou	(573 dân)
- Gamadougou	(732 dân)
- Kana	(106 dân)
- Kari	(836 dân)
- Labien	(1 560 dân)
- Lan	(1 135 dân)
- Nerekorosso	(1 058 dân)
- Oualou	(1 959 dân)
- Oualoubié	(349 dân)
- Oula	(1 088 dân)
- Ouezala	(796 dân)
- Sao	(1 991 dân)
- Sirakélé	(775 dân)
- Tierkou	(2 047 dân)
- Tikan	(2 880 dân)
- Tissé	(2 022 dân)
- Youlou	(1 224 dân)
- Zehuy	(2 512 dân)